# CAC Wackett
Dimensions
L'avion d'entraînement CAC Wackett a été le premier type d'aéronef conçu en interne par la Commonwealth Aircraft Corporation (CAC) d'Australie. Le nom est dérivé de son concepteur - Lawrence Wackett.

## Développement
Le type a été conçu pour répondre à la RAAF Spécification 3/38 pour un ab initio avion d'entraînement. C'est un avion monoplan à siège tandem fixe et à roulette de queue, avec un fuselage en tubes d'acier recouvert de tissu. Les ailes et l'empennage sont en bois. Malgré la simplicité de la conception, la construction du premier des deux prototypes CA-2, commencée en octobre 1938, ne fut achevée qu'en septembre 1939 (en partie parce que CAC était occupé à construire son usine à ce moment). Le premier prototype a volé pour la première fois le 19 septembre 1939, équipé d'un moteur Gipsy Major. L'avion s'est avéré être de faible puissance avec ce moteur, et le deuxième prototype fut équipé d'un Gipsy Six pour son premier vol au début de novembre de la même année (le premier prototype a ensuite aussi reçu un moteur Gipsy Six). Bien que les performances de vol furent améliorées, le moteur plus lourd nia tous les avantages de performance au décollage obtenus à grâce à l'augmentation de puissance, de sorte que la décision fut prise d'installer un moteur radial Warner Scarab entraînant une hélice Hamilton à deux pales. Les deux prototypes furent équipés de Scarabs à la mi-1940.

## Production
Plusieurs mois passent avant que la RAAF ne s'engage pour ce modèle, en partie parce que pendant un certain temps, il semblait que les besoins de formation de l'organisation pouvaient être rencontrés avec d'autres avions déjà acquis. Cependant, la Spécification RAAF 1/40 pour la "Fourniture du CAC Wackett...", fut finalement publiée en août 1940 et le Wackett entra en production. Le premier CA-6 Wackett enregistra son premier vol le 6 février 1941, et est entré en service en mars la même année. Les fournitures des hélices Hamilton, fabriquées localement par de Havilland Australia, et du moteur Scarab étaient irrégulières au cours de la première moitié de 1941. Le problème de l'approvisionnement en hélices n'a pas été résolu avant octobre de cette année, et de nombreux avions s'accumulèrent à l'usine CAC au Fisherman's Bend. Pendant ce temps, l'occasion fut prise pour modifier l'épaisseur des toiles des parties inférieures des ailes, l'utilisation en ayant montré la nécessité. Après le déclenchement de la Guerre du Pacifique, la production augmenta pour laisser la place au Boomerang, et le dernier Wackett fut livré à la Royal Australian Air Force le 22 avril 1942.

## Conversion
Dans les années 1950, plusieurs Wackett furent convertis par Kingsford Smith Aviation Services Pty. Ltd en version agricole, étant rebaptisés Kingsford Smith KS-2 ou KS-3 Cropmaster. Le KS-2 avait une trémie installée à l'avant du poste de pilotage; cette conversion n'a pas été un succès, il fut donc re-modifié en KS-3 avec la trémie d'alimentation située à l'arrière du cockpit. Quatre autres Wackett furent convertis en KS-3 et le type a été développé en Yeoman Cropmaster.

## Historique opérationnel

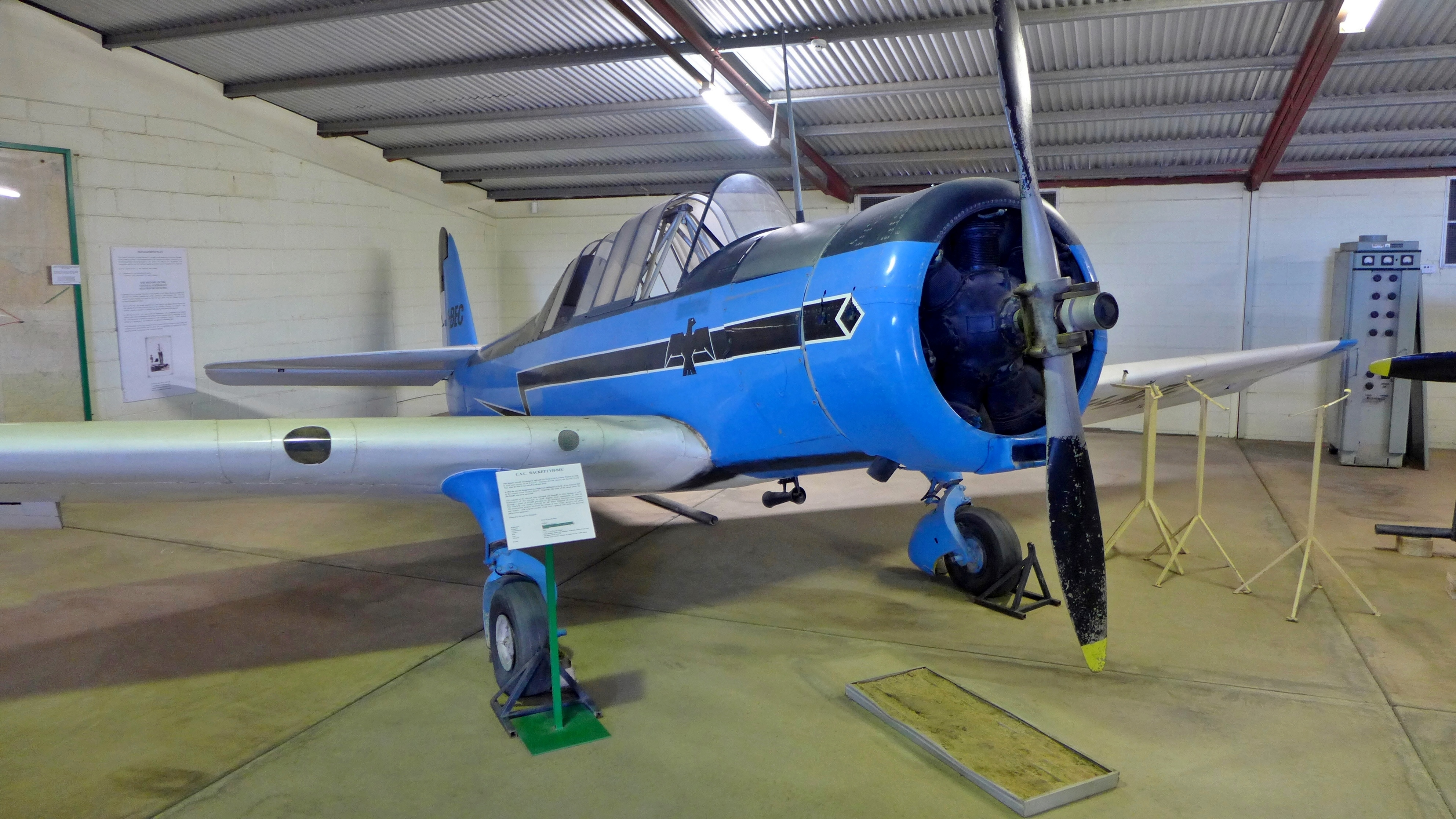
VH-BEC exposé au Central Australian Aviation Museum, 2015

Le Wackett a principalement servi aux écoles: No. 1 Wireless Air Gunnery School (WAGS) à Ballarat, Victoria; 1 Elementary Flying Training School  à Tamworth, Nouvelle-Galles du Sud; N° 2 WAGS à Parkes, Nouvelle-Galles du Sud; N° 3 WAGS à Maryborough, Queensland et N° 5 Operational Training Unit à Tocumwal, Nouvelle-Galles du Sud. Il a également servi dans plusieurs autres établissements de l'Empire Air Training Scheme en Australie. Environ un tiers des 200 avions furent radiés durant le service à la RAAF, et après la seconde Guerre Mondiale, les avions restants étant retirés et vendus à des personnes civiles et des organisations. Environ une trentaine d'avions furent revendus à l'Armée de l'air des Indes Néerlandaises dont les survivants furent transférés à la naissante Indonesian Air Force au moment de l'indépendance, bien qu'il ne fut pas prévu de les utiliser. Plusieurs dizaines d'autres furent placés sur le registre d'état civil Australien.

## James Knight
Le 14 janvier 1962, James Knight entama un vol de Ceduna, Australie du Sud à Cook, Australie du Sud sur le Wackett VH-BEC (ex-RAAF A3-139). Il n'a jamais été revu. Plus de trois ans plus tard, le 28 mars 1965, VH-BEC a été retrouvé par hasard à deux cents kilomètres au Nord de Cook. Knight resta avec l'avion après un atterrissage forcé et écrit un journal et son Testament sur les panneaux du fuselage; la dernière page du journal ayant été faite le 20 janvier 1962. Il a été constaté par la suite que le montage de la boussole magnétique avait lâché et affichait des directions avec 30 degrés d'erreur. VH-BEC a été récupéré en 1977 et est maintenant au Central Australian Aviation Museum.
Plusieurs autres Wackett et KS-3 Cropmaster sont dans d'autres musées et dans des mains privées en Australie.

## Variantes
- CA-2 Wackett Trainer : les Prototypes. Deux avions ont été construits.
- CA-6 Wackett Trainer : Avions d'entraînement de base à deux places de la RAAF. 200 avions ont été construits.

## Opérateurs militaires
Australie
- La Royal Australian Air Force

 Indes Néerlandaises
- Aviation militaire de l'armée royale des indes Néerlandaises (30 avions ex-RAAF)

 Indonésie
- Indonesian Air Force